# Damas (tissu)
Pour les articles homonymes, voir Damas (homonymie).

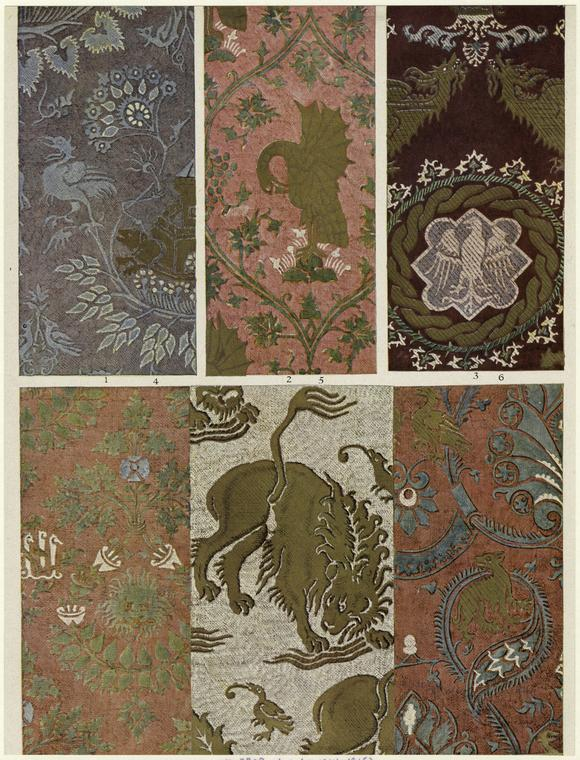
Damas polychrome italien datant du XIVe siècle.

Le damas est une étoffe de soie, monochrome, avec une armure satin, caractérisée par un contraste de brillance entre le fond et le dessin formé par le tissage.

## Histoire
Son origine est byzantine durant le haut Moyen Âge, peu après l'introduction de la production de la soie. Il était produit aussi bien à Constantinople que dans le Levant byzantin et  l’Égypte byzantine. Durant la première moitié du Moyen Âge la production s'étendit entre l'Europe du Sud-Est et le Moyen-Orient, tant dans les villes qu'à la campagne. Le damas faisait partie des cinq types de tissages fondamentaux des arts textiles byzantins, avec la toile simple, le serge, le lampas et la tapisserie. Cette production a ensuite connu un fort déclin au milieu du Moyen-Âge en même temps que déclinait la civilisation byzantine. Le nom de ce textile vient de la ville de Damas (l'actuelle capitale de la Syrie), qui resta un important centre producteur et exportateur au XIIe siècle.
La technique connait aussi un important développement en Chine, probablement dès la dynastie Tang.
En Italie, les premiers centres de production furent Venise et Gênes qui, comme républiques maritimes, avaient des contacts avec l'Orient. Ensuite, d'autres ateliers artisanaux se développèrent aussi dans les villes de Caserte, Catanzaro, Lucques, Palerme, Parme et Vicence. Produit selon une technique très complexe et une qualité atteignant des niveaux d’excellence, il était un tissu précieux utilisé comme ornements d'église ou habits liturgiques, ainsi que dans les palais aristocratiques, en tant que tissu d'ameublement. À l'époque baroque, il est rehaussé de dessins brochés d’or et se nomme brocart. Au début du XIXe siècle, sa production est modernisée et automatisée par le métier Jacquard.

### Production ligure
Dans la vallée Fontanabuona (it), lors d'un recensement de 1772, la commune de Lorsica est reconnue comme le centre principal de production du damas (mais aussi du satin et de l'ormesino) et compte pratiquement un tisserand dans chaque famille, avec un total de 220 artisans.
Également à Lorsica, le 30 juin 2007 un Museo del Damasco e della storia del territorio  (Musée du damas et de l'histoire du territoire) est ouvert et consacré à l'historique tradition de la production locale de textiles.